# Acequia de Tormos
La Acequia de Tormos es una de las ocho acequias de la Vega de Valencia que están bajo la jurisdicción del Tribunal de las Aguas de la ciudad de Valencia (España). El origen de su construcción data de la época musulmana en la que el pueblo musulmán ocupó la ciudad de Valencia desde el año 711 hasta el 1238. 
Es la primera acequia del margen izquierdo del río en captar el agua para el riego, exceptuando la Real Acequia de Moncada que tiene jurisdicción aparte.

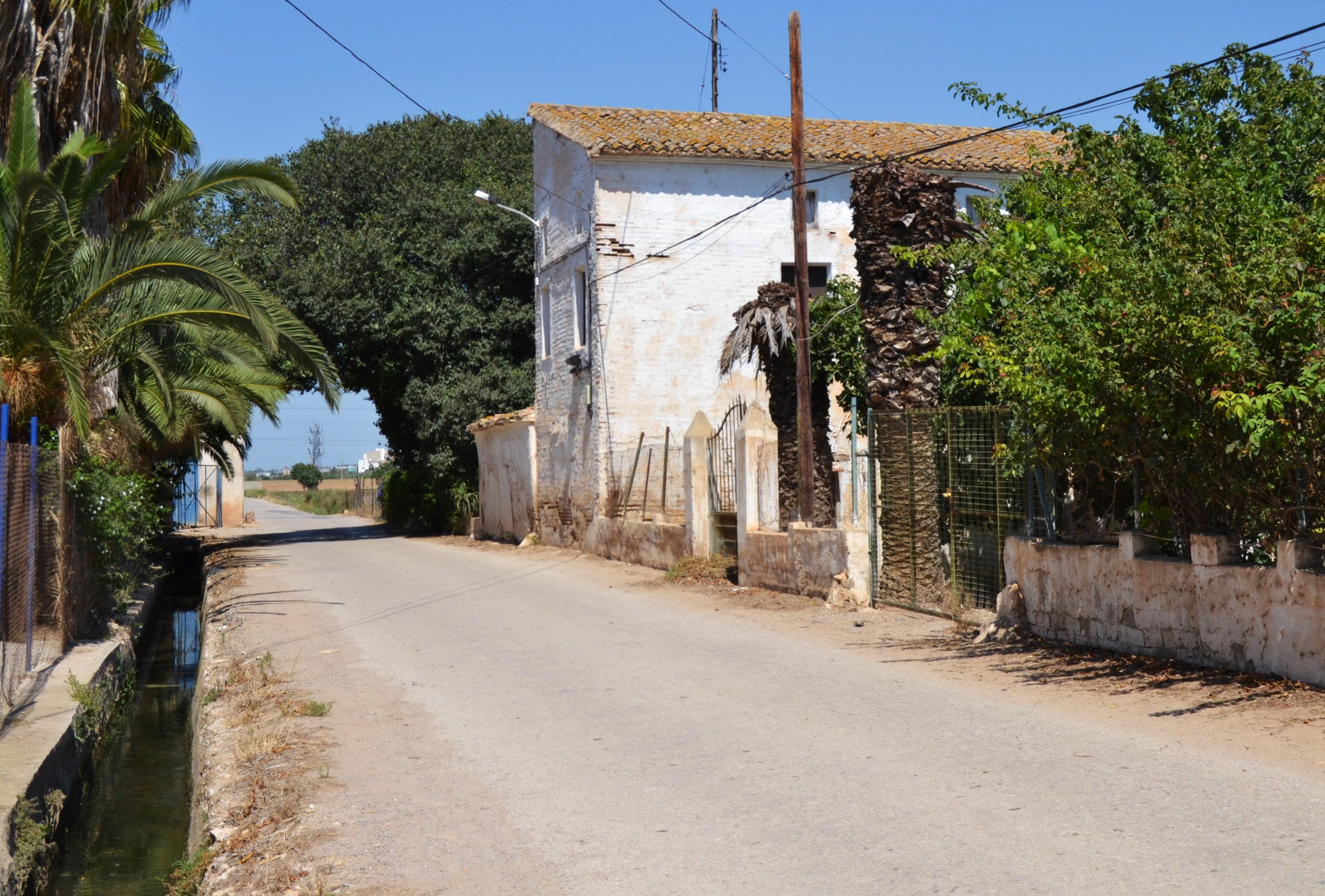
La acequia junto a la Alquería de Lleonard, en la partida de Dalt del antiguo término de Campanar

Nace en un antiguo azud sobre el río Turia, hoy incluido dentro del parque natural del Turia, situado entre los términos municipales de Manises al sur y de Paterna al norte, concretamente 200 metros al este del puente que comunica la autovía V-11, que da acceso al Aeropuerto de Manises, con la carretera CV-365 de Paterna. Riega huertas y campos del oeste y noroeste de la ciudad de Valencia, incluyendo algunas pedanías de Poblats del Nord (Poblados del Norte) y de Poblats de l'Oest (Poblados del Oeste).
Finaliza en la Acequia de Rascaña, a la altura del "Molino de Canyars" entre Carpesa y la población de Tavernes Blanques.

## Trazado
El origen de la acequia está en el azud ubicado en el cauce del río Turia, hoy incluido dentro del Parque Natural del Turia, situado entre los términos municipales de Manises al sur y de Paterna al norte, concretamente 200 metros al este del puente que comunica la autovía V-11, que da acceso al Aeropuerto de Manises, con la carretera CV-365 de Paterna.
Recorre paralela al margen izquierdo del río por el sur del término municipal de Paterna, y llega a encontrarse con el nacimiento de la acequia de Mestalla pasando junto a su azud y transcurriendo ambas en paralelo al río y a la autovía V-30 hasta que llegan a la altura del Azud del Repartiment en suelo de Cuart de Poblet. Una vez aquí cada acequia sigue su curso, y la de Tormos pasa bajo la V-30 para inmediatamente cruzar bajo la CV-30 y discurrir paralela a esta autovía de nuevo por suelo de Paterna hasta que llega a la altura del enlace con la CV-31 y es aquí cuando entra en término municipal de la ciudad de Valencia, concretamente por la huerta del norte de la "Partida de Dalt" (Partida de Arriba) de la antigua población de Campanar. Esta huerta hoy pertenece al barrio de Sant Pau (San Pablo). 
Sigue paralela a la CV-30, muy próxima al sur del poblado de Benimàmet, y al llegar a la altura de Beniferri cruza por bajo la CV-30 y discurre por el Parque Ademuz de Burjasot, cruza bajo la CV-35 y va subterránea por la calle del Arcipreste Domingo Sancho de Burjasot y prosigue tras un colegio por la calle de Mariano Benlliure hasta la plaza del Portalet, donde se encuentra a solo unos pasos de la Real Acequia de Moncada. Cruza bajo las vías de la línea 1 de Metrovalencia y se dirige al popular "Molino de la Sal" para luego seguir hacia el norte por el Camino de la Alquería del Rosario.

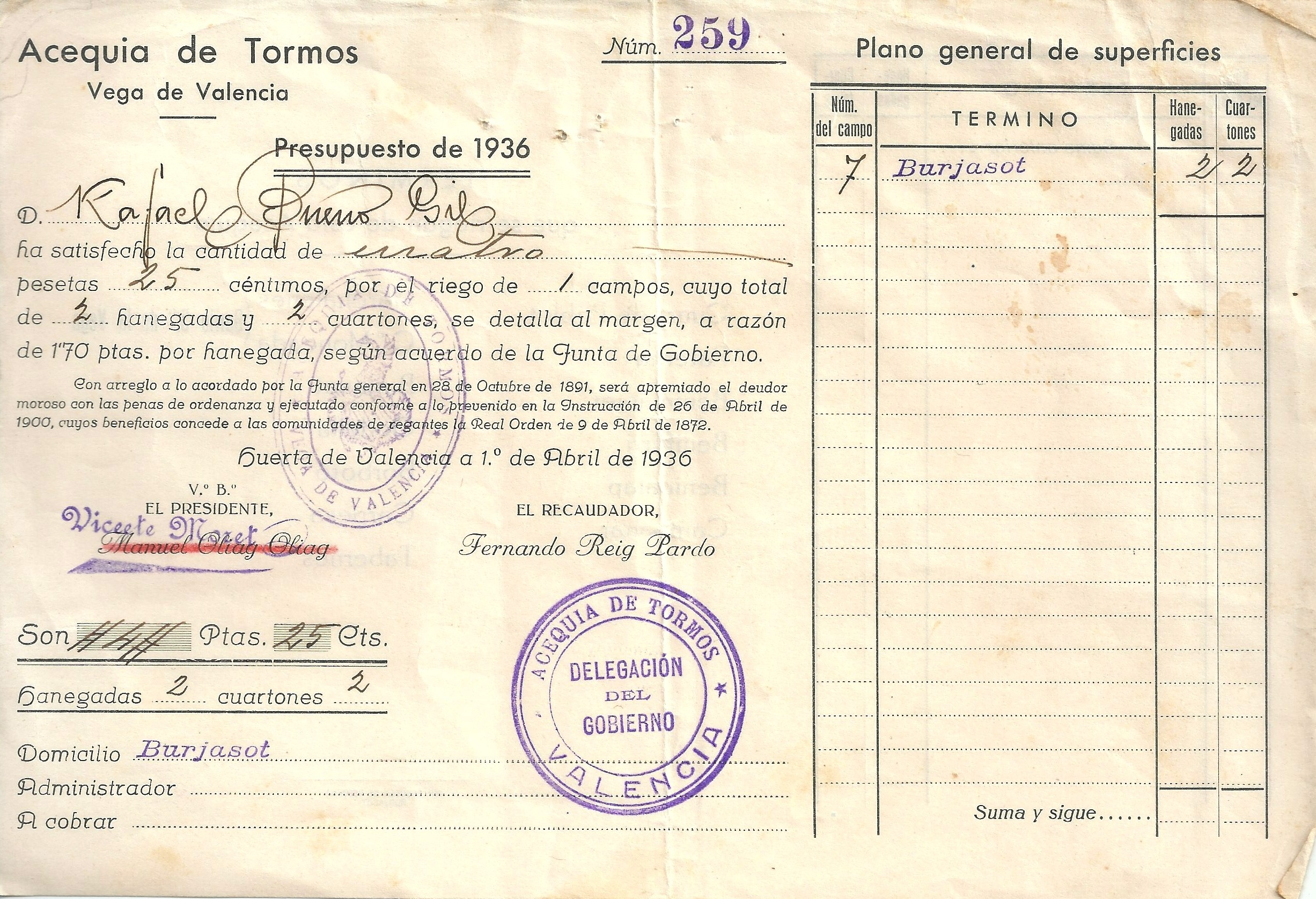
Factura de cequiaje de unos campos en Burjasot. 1936

Unos metros más al norte entra de nuevo en suelo de Valencia, concretamente en huerta de Poble Nou primero y de Borbotó después. Pasa bajo el núcleo de la población y por la calle del Dr. Constantino Gómez llega al Camino de Moncada y discurre paralela a él dirección norte hasta llegar al nacimiento de la canalización del "Palmaret Baix" (Palmaret Bajo), antiguo paleobarranco que fue reconvertido en la "Acequia de La Font de Carpesa" y que ahora es una moderna canalización de drenaje de aguas. Una vez superado este punto continúa dirección al noreste formando una curva por campos del sur de Benifaraig poco antes de entrar por el norte de Carpesa, en concreto junto a la Ermita de San Roque y por el camino de Carpesa a Bonrepòs i Mirambell. 
Antes de llegar al barranco de Carraixet se desvía hacia el sur serpenteando por los campos de la huerta del este de Carpesa. Supera por bajo el camino de la Entrada al Molino de Canyars y pasa nuevamente por encima del "Palmaret Baix" (Palmaret Bajo) que drena sus aguas al barranco de Carraixet para inmediatamente pasar bajo el "Molino de Canyars" junto al encuentro de sus aguas con el cauce de la acequia de Rascaña ya en el límite con Tavernes Blanques.
Recorrido actual de la acequia en Google Earth/Maps (enlace roto disponible en Internet Archive; véase el historial, la primera versión y la última).